# 短药沿阶草
短药沿阶草（学名：Ophiopogon bockianus var. angustifoliatus）为百合科沿阶草属下的一个变种。

## 扩展阅读
- 維基物種上的相關：短药沿阶草